# بيل 360 إنفيكتس
بيل 360 إنفيكتس هي طائرة مروحيه هجومية واستطلاعية جديدة تم تطويرها بواسطة شركة بيل-تكسترون لصناعة المروحيات لتقديم مروحية ذات قدرات فتاكة محسّنه وقابلية للبقاء ومدى ممتد لطيران الجيش الأمريكي.

يتم تقديم المروحية المتطورة لبرنامج طائرات استطلاع المستقبل للجيش الأمريكي (فارا)، والذي يهدف بشكل أساسي إلى استبدال طائرات الهليكوبتر أي إتش-64 أباتشي وأو إتش-58 كيوا.

ستوفر الطائرة المروحية الوعي الأمني والظروف في ساحة المعركة عند الانتهاء من تقييم اختبار الطيران الحكومي في عام 2023. وستكون بمثابة حل مميت وقاتل ومستدام، بينما تقدم أداء الجيل القادم.

تم التعاقد مع شركة بيل بموجب سلطة معاملات أخرى لاتفاق النموذج الأولي لتصميم طائرة ذات اقلاع عمودي بقدرات أداء متقدمة لمواجهة التهديدات غير المتماثلة في العمليات متعددة النطاقات في أبريل 2019.

في سبتمبر 2019، دخلت بيل-تكسترون في اتفاقية شراكة مع شركة كولينز للأنظمة الجوية للحصول على أجهزة وبرامج إلكترونيات الطيران التي تتضمن حلولًا رقمية محسنة ومعززة عبر الإنترنت.

ستقدم شركة كولينز للأنظمة الجوية أيضًا أدوات وعمليات هندسة النظم القائمة على النموذج (ام بي اس أي) لدمج إلكترونيات الطيران الخاصة بالمهام في طائرة بيل-360 إنفيكتس.

تم الكشف عن الطائرة الهليكوبتر الهجومية والاستطلاعية في المؤتمر الوطني لرابطة جيش الولايات المتحدة (أوسا) الذي عقد في واشنطن العاصمة في أكتوبر 2019.

في مارس 2020 تم اختيار بيل-تكسترون لمواصلة عملها في برنامج (فارا) التابع للجيش الأمريكي بعد حوالي 12 شهرًا من التصميم وعمليات تقليل المخاطر.

فضلت شركة بيل-تكسترون أختيار شركة ترايومف للانظمه والدعم لتزويد المكونات الهيدروليكية لطائرة بيل 360 إنفيكتس في مايو 2020.

## التصميم
سيعتمد تصميم الطائرة المروحيه بيل 360 إنفيكتس على أساس المروحية بيل 525 ريلينتلس، والتي ستتميز بمضخات هيدروليكية وخزانات احتياطيه.

ستضمن المروحه الرئيسيه الدوارة القوي والمفصلة والاجنحه المشاركة بالرفع والمروحه الذيليه المحسّنه عمليات الهجوم والاستطلاع الفعالة في كل من المناطق الحضرية والريفية. سوف تستوعب المروحية طيارًا ومدفعيًا.

ستقلل الاجنحه المشاركة بالرفع بالطائرة بشكل أساسي من الضغط على قدره الرفع للمروحه الرئيسه الدوارة أثناء التحليق إلى الأمام وسيوفر قدرة عالية على المناورة دون استخدام انظمه الدفع والانقضاض المعقده.

## الكترونيات الطائرة
وجود مجموعة أدوات رقمية على متن الطائرة ستساعد في تقليل مئات ساعات العمل والتكاليف.

كما سيوفر نظام التحكم الرقمي المتقدم في الطيران عمليات طيران محسنة.

سيتم تزويد المروحية بأجهزة استشعار متطورة ومؤثرات تطلق جوا لتحسين الوعي بالأوضاع والقتل في جميع المجالات.

سيتيح العمود الفقري الرقمي لنهج الأنظمة المفتوحة المعيارية (موسا) إمكانية التوصيل والتشغيل، بينما ستكون المنصة متوافقة مع بيئة القدرة المحمولة جواً (فايس) في المستقبل.

سيكون نظام التحكم في الطيران بالطائرة بواسطة الأسلاك الرقمية (فلاي-باي-واير) قابلًا للترقية طوال دورة حياتها.

سيكون التوأم الرقمي ثلاثي الأبعاد بمثابة مصدر بيانات مشترك لأنه يساعد في مراقبة قابلية البقاء ودعم سيناريوهات الاختبار لتطوير تكنولوجيا ساحة المعركة.

## المحرك
سيتم تشغيل بيل 360 إنفيكتس بواسطة محرك تي-901 التوربيني ذو عمود توربو من شركة جنرال إلكتريك، والذي سيكون بمثابة وحدة الطاقة الرئيسية.

يعمل المحرك بي دبليو 207 دي 1 على متن الطائرة الدوارة كوحدة طاقة تكميلية توفر الطاقة للصيانة الأرضية وفحص الانظمه. كما سيعزز سرعة التحليق.

## التسليح
ستكون الطائرة مسلحة بقواذف ذخيره مدمجه ومدفع عيار 20 ملم ولديها القدرة على دعم المؤثرات التي تطلق من الجو.ويمكنها أيضًا استيعاب الأسلحة المستقبلية والحاليه.ويمكن للطائرة الهليكوبتر حمل حمولات أسلحة داخلية وخارجية.

## المواصفات العامة
- سرعة العبور: 180 عقدة.
- الطاقم: 2 (طيار ومدفعي)
- حمولة الطائرة:635 كيلوغرام.
- نصف القطر القتالي: 135 ميلا بحريا تقريبا.[4]

## روابط خارجية
- الموقع الرسمي